# Cicurina idahoana
Cicurina idahoana es una especie de araña araneomorfa del género Cicurina, familia Hahniidae. Fue descrita científicamente por Chamberlin en 1919.
Habita en Canadá y los Estados Unidos.